# (3669) Vertinskij
(3669) Vertinskij es un asteroide perteneciente al cinturón de asteroides, descubierto el 21 de octubre de 1982 por Liudmila Karachkina desde el Observatorio Astrofísico de Crimea (República de Crimea).

## Designación y nombre
Designado provisionalmente como 1982 UO7. Fue nombrado Vertinskij en honor al escritor ruso y cantante Alexander Nikolayevich Vertinskij